# Валі-ду-Параїба-Пауліста (мезорегіон)
Валі-ду-Параїба-Пауліста (порт. Mesorregião do Vale do Paraíba Paulista) — адміністративно-статистичний мезорегіон в бразильському штаті Сан-Паулу, що складається з 39 муніципалітетів та 6 мікрорегіонів. Населення становить 2,24 млн осіб станом на 2006 рік, площа — 16179,9 км². Густина населення — 138,7 чол./км². Назва мезорегіону означає «долина Параїби», від назви річки Параїба-ду-Сул. До його складу входять такі мікрорегіони:
1. Бананал
2. Кампус-ду-Жордан
3. Карагуататуба
4. Гуаратінгета
5. Параїбуна/Парайтінга
6. Сан-Жозе-дус-Кампус

| Бразилія | Це незавершена стаття з географії Бразилії. Ви можете допомогти проєкту, виправивши або дописавши її. |